# Balaguier-sur-Rance
Balaguier-sur-Rance är en kommun i departementet Aveyron i regionen Occitanien i södra Frankrike. Kommunen ligger  i kantonen Saint-Sernin-sur-Rance som ligger i arrondissementet Millau. År 2022 hade Balaguier-sur-Rance 89 invånare.

## Befolkningsutveckling
Antalet invånare i kommunen Balaguier-sur-Rance
Referens: INSEE